# Olivier Deschizeaux
Olivier Deschizeaux, né le 30 juillet 1970 à Villefranche-sur-Saône, est un poète français. Influencé principalement par Arthur Rimbaud, Allen Ginsberg et André Breton. Il vit à Lyon, où il se consacre à la Poésie. Olivier Deschizeaux est l'auteur d'une œuvre essentiellement construite sous forme de prose, une poésie qui au fil du temps prend l'aspect de poèmes tant allégoriques qu'introspectifs.

## Biographie
Olivier Deschizeaux naît le 30 juillet 1970 à Villefranche-sur-Saône, au sein d'une famille franco-espagnole. Après des études mouvementées et quelques années d'errance, Olivier Deschizeaux s'intègre à la vie littéraire au XXIe siècle.
En 2003, il rencontre Olivier Rougerie, directeur des éditions Rougerie, et rentre dans ce jardin 'Rougerie' cultivé par René Rougerie, fondateur des éditions à l'après-guerre. Il y publie six livres de poèmes, parmi lesquels Le Soldat mort, L'Herbe noire, Sinon dans la chair, jusqu'en 2018.
Il publie des recueils de poèmes dès 2004 et des poèmes inédits dans les revues Verso, Arpa, Pyro. En 2010, il est publié dans la revue Multiples du Loup de Lichen. En 2018 paraît dans la revue Les Hommes sans épaules une suite de poèmes nommée L'être intime, puis en 2020, Sur un piano de nuit chez Encres Vives.
Il participe à quatre livres d'artiste chez Huguet Éditions sous la direction de Michel Sottet : Orphelinat, Étranges Noblesses, Cantique de minuit et Ma jeunesse.
En 2004, Olivier Deschizeaux est lauréat du prix Louis-Guillaume (prix du poème en prose), pour son premier livre La Chambre close.
Il est aussi l'invité de nombreux festivals (Lodève, Rochefort, Rennes...). De nombreux articles lui sont consacrés ainsi que des notes de lecture comme en 2018 dans les revues Europe, La Quinzaine Littéraire, Recours au Poème et le blog de Mediapart.
En 2013, Olivier Deschizeaux fait la connaissance du poète Lionel Bourg à Vienne. Puis, en 2016, il rencontre l'éditrice Christine Brisset Le Mauve. Le premier l'accueille dans sa collection de poésie L'Orpiment au Réalgar (créée par Daniel Damart). La dernière publie trois de ses livres aux éditions L'Arbre (La nuit profonde, Le cavalier d'argile, Et puis un soir).

## Œuvre
- La Chambre close, éditions Rougerie, 2004.
- Étranges Noblesses, J. P. Huguet, 2007.
- Le Soldat mort, éditions Rougerie, 2007.
- L'Orphelinat, J. P. Huguet, 2009.
- Je me suis vu, éditions MLD, 2010
- Le loup de lichen, revue Multiples 2010
- Cantique de minuit, J. P. Huguet 2010.
- Ma jeunesse, J. P. Huguet, 2011.
- Sinon dans la chair suivi de Un tango pour Amalia, éditions Rougerie, 2011.
- Au seuil de la nuit, éditions Rougerie, 2014.
- L'Herbe noire, éditions Rougerie (préface de Lionel Bourg). 2016
- Et la mort comme reine, éditions Le Réalgar, 2016
- La nuit profonde, éditions l'Arbre, 2017
- Ours, éditions Rougerie, 2018
- Le cavalier d'argile, éditions l'Arbre, 2018
- Un adieu aux ailleurs, éditions Le Réalgar, 2019
- Sur un piano de nuit, éditions Encres Vives, 2020
- Et puis un soir, éditions l'Arbre, 2021
- Le Courbe-Rêve, éditions Le Réalgar, 2024